# Aspilia elegans
Aspilia elegans là một loài thực vật có hoa trong họ Cúc. Loài này được (C.D.Adams) J.-P.Lebrun & Stork mô tả khoa học đầu tiên.